# Cif

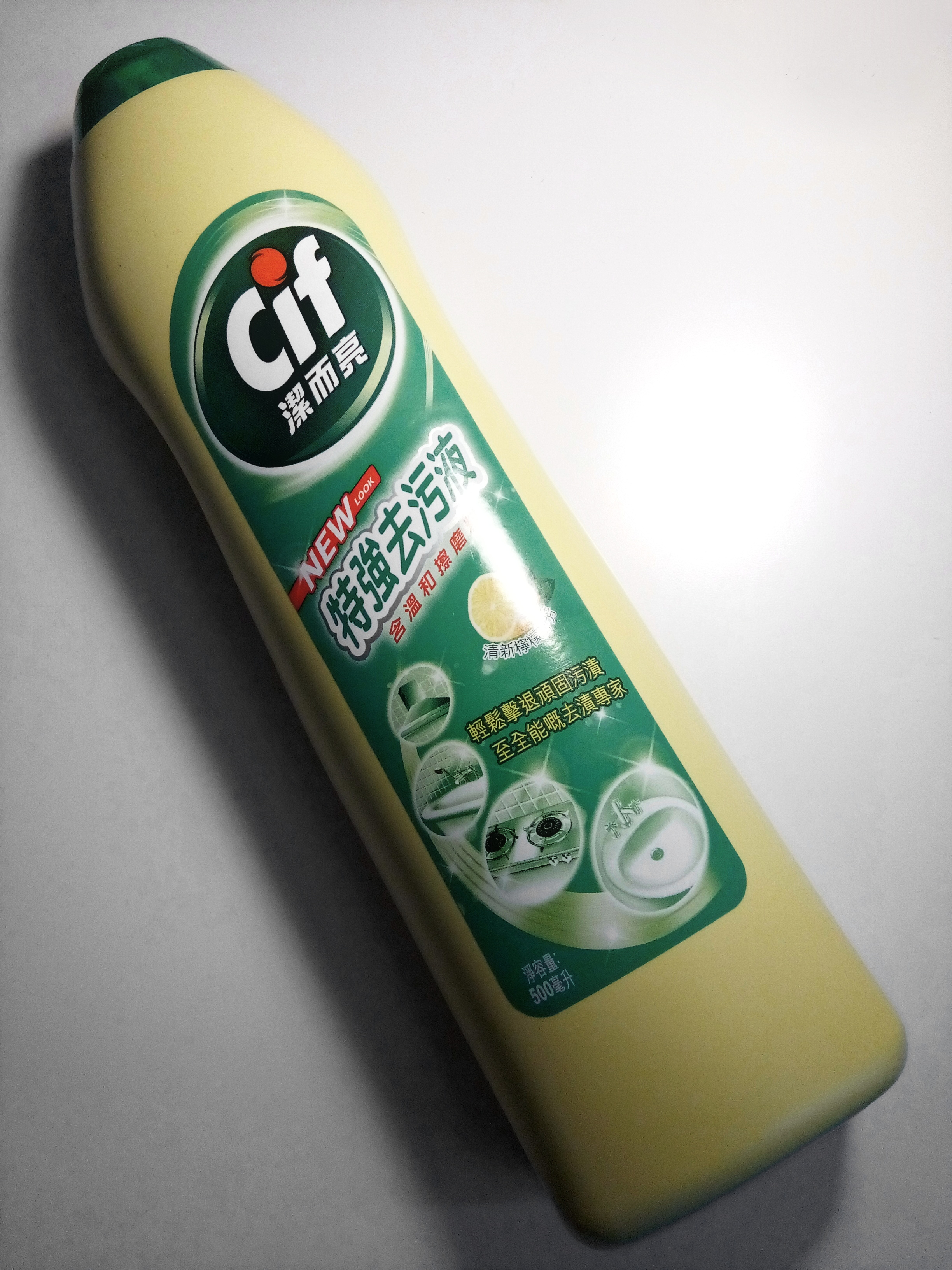
En flaska Cif.

Cif är ett rengöringsmedel, producerat av Unilever och lanserat 1920. Det används främst för rengöring i kök och badrum. Rengöringsmedlet hette tidigare Vim, 2002 byttes sedan namnet till Jif och under 2015 byttes namnet återigen, till Cif. Idag är Cif det mest kända varumärket globalt, men över vissa delar av världen är Cif även känt som Viss och Handy Andy.